# Sally Hunter
Sally Hunter (geboren Foster) (Perth (West-Australië), 13 april 1985) is een Australische zwemster. Ze vertegenwoordigde haar vaderland op de Olympische Zomerspelen 2008 in Peking en op de Olympische Zomerspelen 2012 in Londen.

## Carrière
Bij haar internationale debuut, op de Gemenebestspelen 2006 in Melbourne, eindigde Foster als vijfde op de 200 meter schoolslag. Op de wereldkampioenschappen zwemmen 2007 in Melbourne strandde de Australische in de series van de 200 meter schoolslag. Samen met Danni Miatke, Melanie Schlanger en Shayne Reese zwom ze in de series van de 4x100 meter vrije slag, in de finale veroverden Schlanger en Reese samen met Libby Trickett en Jodie Henry de wereldtitel. Voor haar inspanningen in de series werd Foster beloond met de zilveren medaille.
In Manchester nam Foster deel aan de wereldkampioenschappen kortebaanzwemmen 2008, op dit toernooi sleepte ze de zilveren medaille in de wacht op de 200 meter schoolslag. Op de 4x100 meter vrije slag zwom ze samen met Angie Bainbridge, Bronte Barratt en Kelly Stubbins in de series, in de finale legden Bainbridge en Stubbins samen met Alice Mills en Shayne Reese beslag op de zilveren medaille. Tijdens de Olympische Zomerspelen van 2008 in Peking werd de Australische uitgeschakeld in de halve finales van de 200 meter schoolslag.
Op de wereldkampioenschappen zwemmen 2009 in de Italiaanse hoofdstad Rome strandde Foster in de halve finales van de 200 meter schoolslag. Op de 4x100 meter wisselslag vormde ze samen met Emily Seebohm, Stephanie Rice en Shayne Reese een team in de series, in de finale veroverde Seebohm samen met Sarah Katsoulis, Jessicah Schipper en Libby Trickett de zilveren medaille. Samen met Marieke Guehrer, Shayne Reese en Meagen Nay zwom ze in de series van de 4x100 meter vrije slag, in de finale sleepten Guehrer en Reese samen met Libby Trickett en Felicity Galvez de bronzen medaille in de wacht. Voor haar aandeel in beide estafettes ontving de Australische een zilveren en een bronzen medaille.
In Irvine nam de Australische deel aan de Pan Pacific kampioenschappen zwemmen 2010, op dit toernooi werd ze uitgeschakeld in de series van zowel de 50 meter vrije slag als de 200 meter schoolslag.
Tijdens de wereldkampioenschappen zwemmen 2011 in Shanghai strandde Foster in de halve finales van de 200 meter schoolslag.
Op de Olympische Zomerspelen van 2012 in Londen eindigde de Australische als achtste op de 200 meter schoolslag. In Istanboel nam Foster deel aan de wereldkampioenschappen kortebaanzwemmen 2012. Op dit toernooi werd ze uitgeschakeld in de halve finales van de 50 meter vrije slag en in de series van de 200 meter schoolslag. Samen met Angie Bainbridge, Marieke Guehrer en Brianna Throssell veroverde ze de zilveren medaille op de 4x100 meter vrije slag. Op de 4x100 meter wisselslag zwom ze samen met Grace Loh, Samantha Marshall en Brianna Throssell in de series, in de finale legden Rachel Goh, Sarah Katsoulis, Marieke Guehrer en Angie Bainbridge beslag op de zilveren medaille. Voor haar inspanningen in de series werd ze beloond met de zilveren medaille.
In Barcelona nam Foster deel aan de wereldkampioenschappen zwemmen 2013. In de finale van de 200 meter schoolslag legde ze beslag op de zevende stek. In de finale van de 4x100 meter wisselslag behaalde ze een zilveren medaille, samen met Alicia Coutts, Cate Campbell en Emily Seebohm.

## Internationale toernooien
| Jaar | Olympische Spelen  | WK langebaan | WK kortebaan                                                                                                   | PanPacs                                | Gemenebestspelen   |
| ---- | ------------------ | --- | --- | -------------------------------------- | ------------------ |
| 2006 |                    | | geen deelname                                                                                                  | geen deelname                          | 5e 200m schoolslag |
| 2007 |                    | 18e 200m schoolslag · 4x100m vrije slag · Foster zwom enkel in de series                                                     | |                                        |                    |
| 2008 | 9e 200m schoolslag | | 200m schoolslag · 4x100m vrije slag · Foster zwom enkel in de series                                           |                                        |                    |
| 2009 |                    | 15e 200m schoolslag · 4x100m vrije slag · Foster zwom enkel in de series · 4x100m wisseslag · Foster zwom enkel in de series | |                                        |                    |
| 2010 |                    | | geen deelname                                                                                                  | 23e 50m vrije slag 18e 200m schoolslag | geen deelname      |
| 2011 |                    | 12e 200m schoolslag | |                                        |                    |
| 2012 | 8e 200m schoolslag | | 16e 50m vrije slag · 10e 200m schoolslag · 4x100m vrije slag · 4x100m wisselslag · Foster zwom enkel de series |                                        |                    |
| 2013 |                    | 13e 100m schoolslag · 7e 200m schoolslag · 4x100m wisselslag                                                                 | |                                        |                    |

## Persoonlijke records
Bijgewerkt tot en met 13 augustus 2013
Kortebaan
| Afstand         | Tijd    | Datum            | Plaats    |
| --------------- | ------- | ---------------- | --------- |
| 50m vrije slag  | 23,94   | 12 augustus 2009 | Hobart    |
| 100m vrije slag | 52,48   | 10 augustus 2009 | Hobart    |
| 50m schoolslag  | 30,64   | 8 augustus 2013  | Eindhoven |
| 100m schoolslag | 1.05,11 | 7 augustus 2013  | Eindhoven |
| 200m schoolslag | 2.19,36 | 8 augustus 2013  | Eindhoven |
| 100m wisselslag | 59,54   | 10 augustus 2009 | Hobart    |

Langebaan
| Afstand         | Tijd    | Datum         | Plaats   |
| --------------- | ------- | ------------- | -------- |
| 50m vrije slag  | 25,19   | 20 maart 2009 | Sydney   |
| 100m vrije slag | 54,18   | 26 juli 2009  | Rome     |
| 50m schoolslag  | 31,67   | 17 maart 2009 | Sydney   |
| 100m schoolslag | 1.07,46 | 27 april 2013 | Adelaide |
| 200m schoolslag | 2.23,94 | 30 april 2013 | Adelaide |